# Archigrammitis marquesensis
Archigrammitis marquesensis är en stensöteväxtart som först beskrevs av Barbara S. Parris, och fick sitt nu gällande namn av Barbara S. Parris. Archigrammitis marquesensis ingår i släktet Archigrammitis och familjen Polypodiaceae. Inga underarter finns listade.